# Kuopion Shakinystävät
Kuopion Shakinystävät, w skrócie KSY – fiński klub szachowy z siedzibą w Kuopio.

## Historia
Klub został założony w 1961 roku pod nazwą Kuopion Shakkimiehet. W latach 80. zmieniono nazwę na Kuopion Shakinystävät. W 1985 roku zespół zadebiutował w SM-liidze. W inauguracyjnym sezonie zajął przedostatnie, dziewiąte miejsce, jednak wygrał baraż o utrzymanie z KS-58. W sezonie 1986/1987 klub zdobył wicemistrzostwo kraju, kończąc rozgrywki za Porin Shakinystävät. W latach 1987, 1989, 1991 i 1994 zespół ponownie zdobył wicemistrzostwo. W sezonie 1995/1996 KSY zajął trzecie miejsce w lidze, taki sam wynik osiągnięto w sezonie 1998/1999. Pod koniec lat 90. zawodnikami klubu byli m.in. Heikki Westerinen, Aleksander Veingold i Mika Karttunen. W 2000 roku zespół spadł z ligi. Ogółem na najwyższym poziomie rozgrywkowym KSY spędził piętnaście sezonów.